# Tikhaja zastava
Tikhaja zastava (russisk: Тихая застава) er en russisk spillefilm fra 2011 af Sergej Makhovikov.

## Medvirkende
- Andrej Tjadov som Andrej Pankov
- Sergej Selin som Vladimir Gritsjuk
- Igor Savotjkin som Aleksandr Bobrovskij
- Aleksandr Aljosjkin
- Jurij Konovalov som Durov